# آدام ییتس (بازیکن فوتبال)
آدام ییتس (انگلیسی: Adam Yates؛ زادهٔ ۲۸ مهٔ ۱۹۸۳ بازیکن فوتبال اهل بریتانیا است.
از باشگاه‌هایی که در آن بازی کرده‌است می‌توان به باشگاه فوتبال برتون آلبیون، باشگاه فوتبال نورث‌همپتون تاون، باشگاه فوتبال هالیفاکس تاون، باشگاه فوتبال کرو آلکساندرا، باشگاه فوتبال مورکم، باشگاه فوتبال لیک تاون، باشگاه فوتبال مکلسفیلد تاون، و باشگاه فوتبال پورت ویل اشاره کرد.
وی همچنین در تیم ملی فوتبال England C بازی کرده‌است.